# Відпустка в Україні

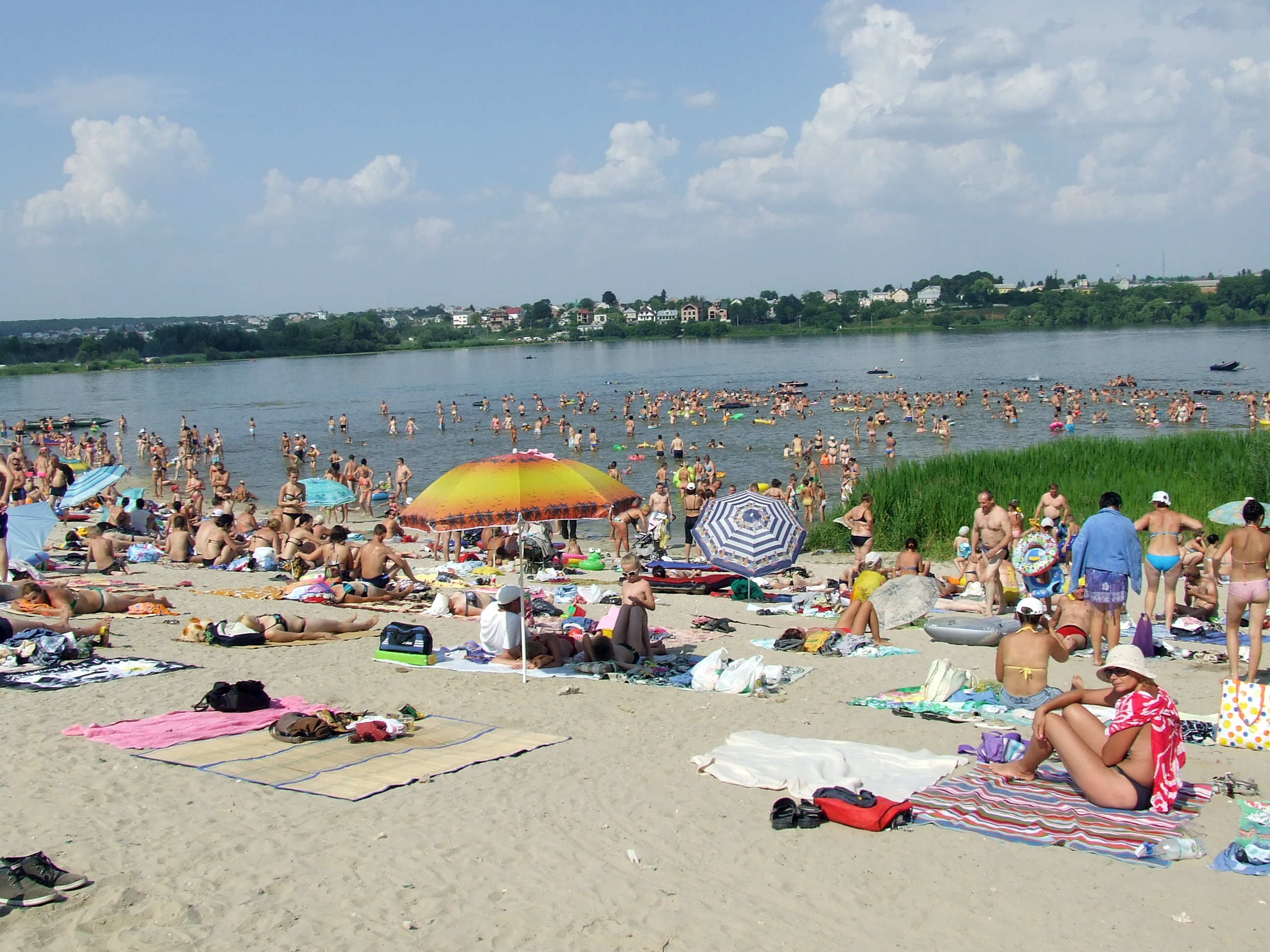
«Дальній пляж» на Тернопільському ставі

Відпу́стка — час відпочинку, який обчислюється в календарних днях і надається працівникам із збереженням місця роботи і заробітної плати.

## Законодавче визначення
Основним законом що регулює відпустки є Закон України «Про відпустки». Згідно з ним відпустки бувають:
- 1) щорічні відпустки:
 основна відпустка (стаття 6 Закону);
 додаткова відпустка за роботу із шкідливими та важкими умовами праці (стаття 7 Закону);
 додаткова відпустка за особливий характер праці (стаття 8 Закону);
 інші додаткові відпустки, передбачені законодавством;
- 2) додаткові відпустки у зв'язку з навчанням (статті 13, 14 і 15 Закону);
- 3) творча відпустка (стаття 16 Закону);
 3-1) відпустка для підготовки та участі в змаганнях (стаття 16-1 Закону);
- 4) соціальні відпустки: 
 відпустка у зв'язку з вагітністю та пологами (стаття 17 Закону); 
 відпустка для догляду за дитиною до досягнення нею трирічного віку (стаття 18 Закону);
 відпустка у зв'язку з усиновленням дитини (стаття 18-1 Закону); 
 додаткова відпустка працівникам, які мають дітей (стаття 19 Закону);
- 5) відпустки без збереження заробітної плати[2](статті 25, 26 Закону).
- Законодавством, колективним договором, угодою та трудовим договором можуть установлюватись інші види відпусток.

Відпустка розраховується шляхом множення кількості календарних днів на середню заробітну плату працівника за останні 12 місяців. Святкові дні виключають при визначені середньої заробітної плати та не включаються до календарних днів відпустки. (абз. 1 п. 2 постанови КМУ від 08.02.95 р. № 100)
Калькулятор днів щорічної відпустки за робочі роки [Архівовано 14 травня 2022 у Wayback Machine.]
Наприклад: людина працювала з 15 лютого 2011 року і йде в відпустку на 24 дні з 06.03.2012 р. Основна заробітна плата за останні 12 місяців (з першого до першого числа) склала 15 000 грн., крім того була виплачена допомога з тимчасової непрацездатності 600,00 грн., нараховані добові — 90,00 грн., взято відпустку за власний рахунок на 4 дні. Середня заробітна плата складе :
 1) доходи що включаються до розрахунку 15 000,00 + 600,00=15 600,00
 2. кількість днів що включаються до розрахунку 366 — 10(святкові дні) — 4 = 352.
 3. Середня заробітна плата 15 600/352=44,32.
 Відпускні складуть 44,32 х 24 = 1063,68 грн. Людина стане до роботи 31 березня (а не 30, оскільки 08.03.2012 — святковий).
Законом України «Про вищу освіту» встановлюється академічна відпустка — перерва у навчанні у зв'язку з обставинами, які унеможливлюють виконання здобувачем вищої освіти освітньої (наукової) програми (за станом здоров'я, призовом на строкову військову службу у разі втрати права на відстрочку від неї, сімейними обставинами тощо).
Якщо працівник не встиг чи не мав бажання використати усі належні йому дні відпустки, йому виплачується грошова компенсація.
Роботодавець несе відповідальність за порушення законодавства про відпустки (абзац восьмий ч. 2 ст. 265 КЗпП).
Під час дії воєнного стану в Україні не потрібно зменшувати тривалість відпустки (календарні дні) на святкові й неробочі дні, які з 24 березня 2022 року на період воєнного стану є звичайними робочими днями (ч. 6 ст. 6 Закону «Про організацію трудових відносин в умовах воєнного стану» від 15.03.2022 р. № 2136). Ст. 73 КЗпП "Святкові і неробочі дні" на період дії воєнного стану не застосовується. Також не потрібно віднімати з тривалості відпустки вихідні (суботи й неділі). Такі дні входять у тривалість відпустки та оплачуються працівнику.